# Jozef Bačkor
Jozef Bačkor (7. listopadu 1919 – 14. července 1988) byl slovenský fotbalista, záložník.

## Fotbalová kariéra
V československé lize hrál za ŠK Bratislava. V roce 1944 nastoupil za Slovensko reprezentaci v utkání s Chorvatskem.

## Ligová bilance
| Ročník                        | Zápasy | Góly | Klub          |
| ----------------------------- | ------ | ---- | ------------- |
| Mistrovství Slovenska 1943/44 | -      | -    | ŠK Bratislava |
| Státní liga 1945/46           | -      | 0    | ŠK Bratislava |
| Československá liga CELKEM    | -      | 0    |               |